# 入江悠
入江 悠（いりえ ゆう、男性、1979年11月25日 - ）は、日本の映画監督・映像作家。脚本家。
所属事務所は鈍牛倶楽部。メルマガ僕らのモテるための映画聖典主宰。

## 来歴
神奈川県横浜市生まれ。埼玉県深谷市出身。3歳から19歳を深谷市で過ごす。埼玉県立熊谷高等学校をへて、日本大学藝術学部映画学科に進学。2002年 『OBSESSION』でゆうばり国際ファンタスティック映画祭2003オフシアター部門入選。
2003年 『SEVEN DRIVES』でゆうばり国際ファンタスティック映画祭2004オフシアター部門入選。同年 日本大学芸術学部映画学科監督コース卒業。
2004年 『部屋の片隅で、愛をつねる』で第2回うえだ城下町映画祭グランプリ。2009年 『SR サイタマノラッパー』でゆうばり国際ファンタスティック映画祭2009オフシアター・コンペティション部門グランプリ受賞、第38回モントリオール・ヌーヴォ国際映画祭招待、池袋シネマ・ロサ初日レイトショー歴代動員記録1位、TBSラジオ「ライムスター宇多丸のシネマランキング2009」ベスト1位。
2010年 『SR サイタマノラッパー』『SR サイタマノラッパー2 女子ラッパー☆傷だらけのライム』が第9回ニューヨーク・アジアン・フィルムフェスティバル（米国）招待上映。
2010年 『SR サイタマノラッパー2 女子ラッパー☆傷だらけのライム』が第14回 富川国際ファンタスティック映画祭（韓国）招待上映。2011年 『劇場版 神聖かまってちゃん ロックンロールは鳴り止まないっ』が第10回ニューヨーク・アジアン・フィルムフェスティバル/ ジャパンカッツ・フィルムフェスティバル：共催（米国）招待上映。
2011年 『劇場版 神聖かまってちゃん ロックンロールは鳴り止まないっ』が第15回 富川国際ファンタスティック映画祭（韓国) 招待上映。第31回ハワイ国際映画祭（米国）招待上映。2012年 『SR サイタマノラッパー ロードサイドの逃亡者』 が香港国際映画祭 正式招待上映。
2018年 ゆうばり国際ファンタスティック映画祭オフシアター部門審査員。

## メールマガジン
メールマカジン『僕らのモテるための映画聖典』を主宰している。「映画でモテる！」をキーワードとするメールマガジンである。Podcastなども展開している。映画監督、脚本家、俳優、ラッパーなどが寄稿している。「その道のプロならではの独自視点」が特徴として評価されている。また、毎年恒例のトークイベントでは、「日本モテデミー賞」という「映画と俳優の演技を「モテ」という観点から顕彰するまったく新しい映画賞」の実施をしている。

## 作品

### 映画
- JAPONICA VIRUS ジャポニカ・ウイルス（2006年）
- SR サイタマノラッパー 北関東三部作
  - SR サイタマノラッパー（2009年）
  - SR サイタマノラッパー2 女子ラッパー☆傷だらけのライム（2010年）
  - SRサイタマノラッパー ロードサイドの逃亡者（2012年）
- 劇場版 神聖かまってちゃん ロックンロールは鳴り止まないっ（2011年）
- 同期（2011年WOWOW ドラマW作品特別上映）
- タマフルTHE MOVIE 〜暗黒街の黒い霧〜(DVD)（2012年）
- 日々ロック（2014年）
- ジョーカー・ゲーム（2015年）
- 太陽（2016年）
- 22年目の告白 -私が殺人犯です-（2017年）
- ビジランテ（2017年）
- ギャングース（2018年）
- AI崩壊（2020年）
- シュシュシュの娘（2021年）
- 聖地X（2021年）
- 映画ネメシス 黄金螺旋の謎（2023年）
- あんのこと（2024年）
- 室町無頼（2025年）

### ショートフィルム
- 涅槃の腕（2000年）
- OBSESSION（2002年）
- SEVEN DRIVES（2003年）
- 部屋の片隅で、愛をつねる（2004年）
- 行路I（2005年）
- AZM48 the movie ビギンズナイト（2011年）
- 週末Not yet ショートフィルム（Not yet／2011年）
- KAZUKO'S CASE（主演：田畑智子／2011年）
- パパは冒険家 The Wedding is in three days（主演：柏木由紀／2013年）
- 狂人日記（主演：水澤紳吾／2014年）
- The 5 Second Later Man（主演：渡辺大／YouTubeネスレチャンネル 2014年）[6]

### テレビドラマ
- 同期（WOWOW ドラマW／出演：松田龍平、竹中直人 ほか／2011年2月20日放送）
- ブルータスの心臓（フジテレビ系／出演：藤原竜也、加藤あい ほか／2011年4月17日放送）
- クローバー（テレビ東京系 ドラマ24／出演：賀来賢人、有村架純 ほか／2012年4月 - 6月放送）
- ネオ・ウルトラQ（WOWOW／2013年1月12日 - 放送）
- みんな!エスパーだよ!（テレビ東京系 ドラマ24／2013年4月 - 6月放送）
- 天魔さんがゆく（TBS系 ドラマNEO／出演：堂本剛、川口春奈 ほか／2013年7月 - 9月放送）
- ふたがしら（WOWOW 連続ドラマW／出演：松山ケンイチ、早乙女太一 ほか／2015年6月 - 7月放送）
- ふたがしら2（WOWOW 連続ドラマW／2016年9月 - 10月放送）
- SRサイタマノラッパー マイクの細道（テレビ東京系／2017年1月 - 4月放送）
- ネメシス（日本テレビ 日曜ドラマ／出演：櫻井翔、広瀬すず、江口洋介ほか／ 2021年4月 - 6月放送）
- 鵜頭川村事件（WOWOW 連続ドラマW／出演：松田龍平 ほか／2022年8月 - 9月放送）[7]

### WEBドラマ
- 飛鳥クリニックは今日も雨（2025年、Lemino）

### Vシネマ
- 水着スパイ SPY GIRLS（2007年）
- くりいむレモン 魔人形【マ･ドール】（2007年）

### ミュージッククリップ
- Not yet「週末Not yet 入江悠監督ver」（2011年）
- スネオヘアー「期待はずれの空模様」（2011年）
- チームしゃちほこ「ザ・スターダストボウリング」（2012年）
- 柏木由紀「Birthday wedding」（2013年）
- P.O.P（ピーオーピー）「Watch me」（2014年）
- AI「僕らを待つ場所」（2020年）

## 書籍
- 2010年 『SR サイタマノラッパー』太田出版
- 2012年 『SR サイタマノラッパー ‐日常は終わった。それでも物語は続く‐ 』角川メディアハウス
- 2012年 『SRサイタマノラッパー』角川文庫
- 2014年 『日々ロック』（原作：榎屋克優）集英社[8]

## 関連文献
- 入江悠（サイタマノラッパー監督）×近藤良平（コンドルズ）対談（12年5月23日 CINRA.NET掲載）